# La sonnambula
La sonnambula (Die Nachtwandlerin) ist eine Oper (Originalbezeichnung: „Melodramma“) von Vincenzo Bellini, die am 6. März 1831 im Teatro Carcano in Mailand uraufgeführt wurde. Das Libretto stammt von Felice Romani nach Eugène Scribes Libretto zu einer Ballett-Pantomime La sonnambule ou l’arrivée d’un nouveau seigneur von Jean-Pierre Aumer und Ferdinand Hérold, die an der Pariser Oper 1827 uraufgeführt wurde, und die wiederum auf einer gleichnamigen Vaudeville-Komödie von Scribe und Delavigne aus dem Jahr 1819 basierte.
La sonnambula gehört zusammen mit der ein Dreivierteljahr später uraufgeführten Norma zu Bellinis anerkannten Meisterwerken und zu den wenigen Werken des Belcanto-Repertoires mit einer lückenlosen Aufführungstradition.

## Handlung

### Erster Akt
Die Oper beginnt während der Vorbereitungen zur Hochzeit von Amina, einem armen Waisenmädchen, das von der Müllerin Teresa aufgezogen wurde, mit dem wohlhabenden Bauern Elvino. Alessio und die Dorfbewohner versammeln sich fröhlich auf dem Dorfplatz. Lisa, die Wirtin der Dorfschenke, ist eifersüchtig, da sie sich selber Hoffnungen auf eine Ehe mit Elvino gemacht hatte („Tutto è gioia“); den in sie verliebten Alessio dagegen weist sie barsch zurück.

Nach einem von den Dorfbewohnern gesungenen Ständchen erscheint Amina und bedankt sich gerührt bei ihnen für die ihr entgegengebrachte Freundschaft und bei ihrer „Mutter“ Teresa für ihre Liebe (Scena & Cavatina: „Care compagne ... Come per me sereno ... Sovra il sen“).

Elvino, der zuvor am Grabe seiner Mutter gebetet hat, trifft mit einem Notar zur standesamtlichen Trauung ein. Auf die Frage des Notars, was die Brautleute in die Ehe mitbringen, wird klar, dass Elvino ein vermögender Mann ist, während die arme Amina „nur ihr Herz“ verschenken kann. Elvino ruft gerührt: „Das Herz ist Alles“ („Ah! tutto è il core“), dann folgt der Heiratsritus, wo er Amina den von seiner Mutter geerbten Ring an den Finger steckt und ihr einige Veilchen schenkt (Arie Elvino (mit Amina und Chor): „Prendi: L’anel ti dono“).
Nach der bewegenden Zeremonie taucht Rodolfo auf, der Sohn des verstorbenen Feudalherrn des Ortes, der aber lange fort war und seine Identität zunächst nicht preisgibt. Er ist voller Erinnerungen (Aria: „Vi ravviso, o luoghi ameni“) und als er Amina sieht, schmeichelt er ihr und erregt damit die Eifersucht von Elvino und auch von Lisa. Da der Abend hereinbricht, beendet Teresa das Fest und die Dorfbewohner erzählen Rodolfo schaudernd von einem Gespenst, das nachts im Dorf umgehe (Chor: „A fosco cielo, a notte bruna“); Rodolfo hält das für abergläubischen Unsinn.
Das Brautpaar bleibt zurück und der wütende Elvino macht Amina eine Szene. Doch diese versteht es ihrem Geliebten klarzumachen, dass seine Eifersucht völlig unbegründet ist (Liebesduett: „Son geloso del zefiro errante“).
Im Gasthof besucht Lisa Rodolfo in dessen Gaststube und kokettiert mit ihm, den sie längst als den jungen Grafen erkannt hat. Da taucht plötzlich die schlafwandelnde Amina auf, die nach Elvino ruft und dann auf ein Sofa sinkt. Während der verwirrte Rodolfo es für das Beste hält, Amina allein zu lassen und das Weite zu suchen, wittert die verärgerte Lisa nun ihre „Chance“ und läuft fort, um Elvino und die Dorfbewohner zu holen. Als diese eintreffen und die völlig entgeisterte und ahnungslose Amina im Zimmer des Grafen „erwischen“, nützen all deren Unschuldsbeteuerungen nichts: Der wutentbrannte Elvino glaubt sich betrogen und bläst die für den nächsten Tag geplante kirchliche Hochzeit ab.

### Zweiter Akt
Die Dorfleute gehen zum Grafen, um ihn um Aufklärung und Hilfe für Amina zu bitten („Qui la selva“). Auch Amina und Teresa sind auf dem Wege zu Rodolfo, als sie den traurigen und verzweifelten Elvino sehen, der sie zunächst nicht bemerkt (Aria: „Tutto è sciolto: più per me non v’ha conforto“). Als Amina ihn anspricht, wirft er ihr wieder ihre Treulosigkeit vor. Da kommen die Anderen zurück und kündigen den Grafen an, der Amina für unschuldig erklärt habe. Elvino will davon jedoch nichts wissen und gerät allein beim Gedanken an seinen scheinbaren „Rivalen“ so in Wut, dass er Amina den Ehering vom Finger zieht („Ah! perchè non posso odiarti“) – das junge Mädchen ist zutiefst bestürzt.

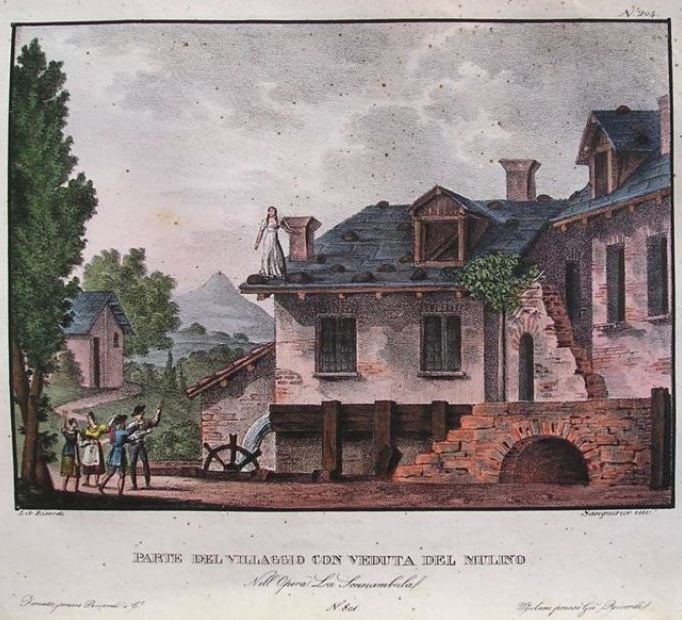
Bühnenbild-Entwurf von Alessandro Sanquirico für die Nachtwandelszene in Akt II von La sonnambula

Im Dorf liegen Lisa und Alessio im Streit, als Elvino erscheint und Lisa einen Heiratsantrag macht; sie nimmt dankbar an und die Bauern gratulieren bereits, da tritt Rodolfo dazwischen. Er versichert Elvino, dass Amina ihm immer treu war und erklärt allen, dass es Menschen gebe, die im Schlaf umhergehen und sogar reden und dass Amina eine solche Schlafwandlerin sei. Elvino und die anderen hören sowas zum ersten Mal und halten es für eine Ausrede.
Da erscheint Teresa und bittet alle, sie sollten nicht so einen Lärm machen, weil Amina nach all der Aufregung endlich eingeschlafen sei. Als Teresa merkt, dass Elvino im Begriff ist, Lisa zu heiraten, wirft sie dieser Falschheit und Untreue vor, indem sie ein Tuch vorweist, das Lisa in Rodolfos Gaststube verlor. Lisa ist beschämt und Elvino verwirrt und enttäuscht. In dem Moment taucht die schlafwandelnde Amina auf einem Dach auf und alle werden Zeuge, wie sie im Schlaf von ihrem großen Kummer und ihrer Liebe zu Elvino spricht, dem sie aber seine Ungerechtigkeiten in einem Gebet verzeiht (Scena & Aria: „Ah! se una volta sola ... Gran Dio ... Ah! Non credea mirarti“). Auf ein Zeichen von Rodolfo wecken sie das junge Mädchen und es kommt zur Versöhnung der Liebenden. Amina bricht in Freudentaumel aus (Cabaletta: „Ah! Non giunge uman pensiero“).

## Instrumentation
Die Orchesterbesetzung der Oper enthält die folgenden Instrumente:
- Holzbläser: Piccoloflöte, zwei Flöten, zwei Oboen, zwei Klarinetten, zwei Fagotte
- Blechbläser: vier Hörner, zwei Trompeten, drei Posaunen
- Pauken, Schlagzeug: Große Trommel, kleines Becken
- Streicher
- Bühnenmusik: zwei Trommeln, weitere Besetzung nicht differenziert (vier Hörner)

## Musikalische Besonderheiten

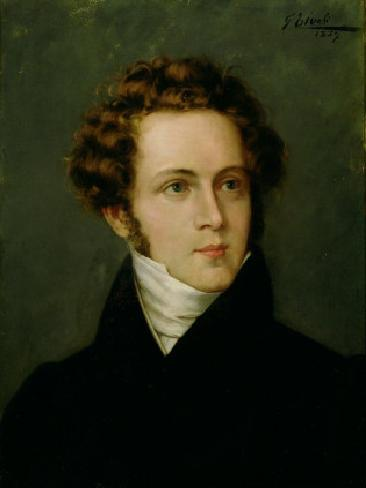
Vincenzo Bellini

La Sonnambula war Bellinis siebente Oper und seine zweite Opera semiseria, sie gehört also demselben Genre an wie Paisiellos Nina, die Bellini bewusst als Vorbild nahm, oder wie Rossinis La gazza ladra. Das im ländlichen Milieu angesiedelte Werk hat darüber hinaus Elemente der Pastorale.
Während die meisten Werke der Semiseria-Gattung mindestens eine komische (Neben-)Figur beinhalten, fehlt diese in La Sonnambula, und Bellini geht auch sonst ungewöhnlich ernsthaft mit dem Stoff um. Trotzdem ist der ganz eigene musikalische Charakter dieser Oper auf ihr „halbernstes“ Genre zurückzuführen: Der Grundcharakter der Musik ist im Vergleich zu den heroischeren, dramatischen und stellenweise monumentaleren Partituren von Bellinis Seria-Opern von auffälliger Leichtigkeit, Beschwingtheit und Idylle, was sich besonders im ersten Akt und in den pastoralen Chören äußert.
Der Gesangsstil ist bei aller scheinbar „einfachen“ Unschuld sowie der großen Gefühlstiefe und Empfindsamkeit der Melodik vor allem für die beiden Hauptfiguren Amina und Elvino relativ verspielt, auf anmutige Weise ziseliert, ohne dass dies der Innigkeit irgendwie Abbruch tun würde – im Gegenteil, der weiche, innige Charakter der Musik wird durch diese Art filigraner Verzierungen sogar gesteigert. Darüber hinaus bieten besonders Aminas Cabaletten „Sovra il sen...“ (Akt I) und „Ah! Non giunge...“ (Akt II), aber auch das Duett „Son geloso del zefiro errante“ (Akt I), inhaltlich-dramatisch motiviertes Koloraturenwerk, das jedoch nie an Rossinis quasi instrumentalen und sich selbst genügenden Virtuosismus erinnert, welchen Bellini von Anfang an ablehnte und überwunden hat. Des Weiteren scheint allerdings der Hinweis angebracht, dass es zur Aufführungspraxis der Entstehungszeit (ähnlich wie im Barock) gehörte, dass die Sängerinnen und Sänger bei Wiederholungen zusätzliche Verzierungen improvisierten.

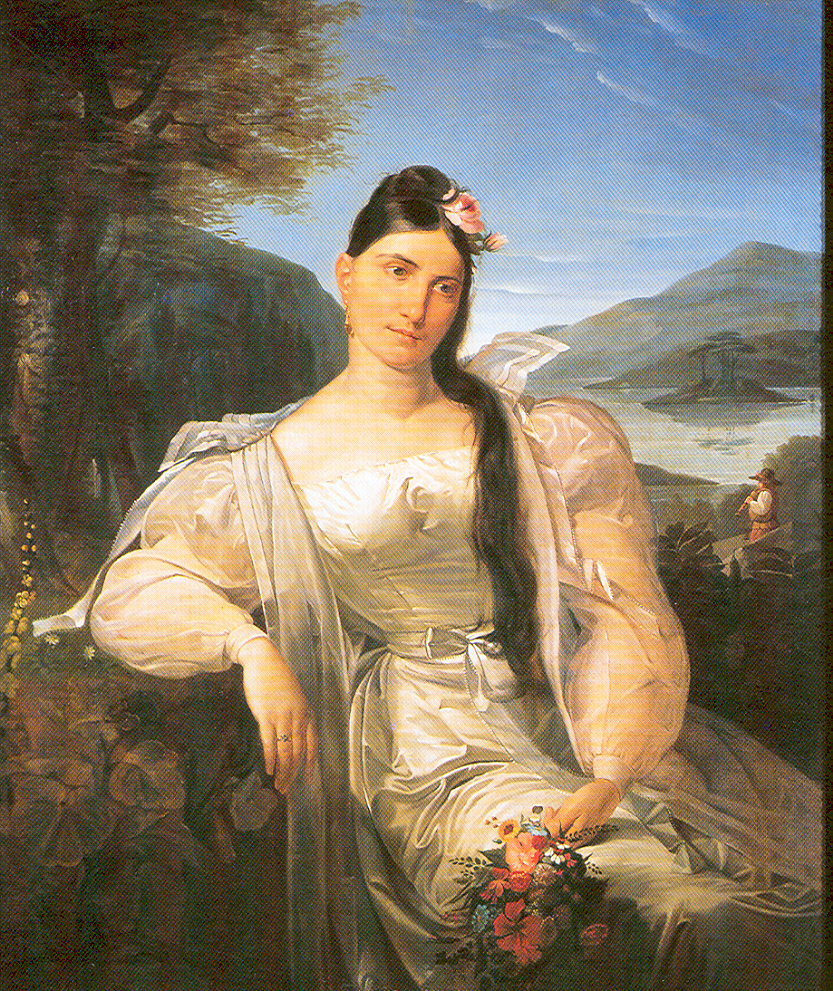
Die erste Sängerin der Amina, Giuditta Pasta, am Comer See

Die Komposition war Bellinis erste Zusammenarbeit mit der Primadonna Giuditta Pasta, die er im Sommer zuvor bei einem Aufenthalt am Comer See kennengelernt hatte und für die er auch in seinen folgenden beiden Opern Norma (Dezember 1831) und Beatrice di Tenda (1833) die Hauptrollen komponieren sollte. Die Pasta war, abgesehen von ihrer an Rossini geschulten Bravour, für ihre erstaunliche Ausdrucksfähigkeit und darstellerische Vielseitigkeit bekannt, wie allein die Gegenüberstellung der beiden im selben Jahr für sie komponierten und extrem unterschiedlichen Rollen der Amina in La sonnambula und der Hohepriesterin Norma bezeugen: Im Gegensatz zu der letzteren, die teilweise majestätische Deklamation und dramatische Wutausbrüche bewältigen muss, ist Amina ein unschuldiges, liebes junges Mädchen vom Lande aus einem abgelegenen Alpendorf und in einem Umfeld ganz einfacher Menschen, die gar nicht wissen, dass es Schlafwandeln überhaupt gibt; von der Sängerin – und dem Tenor (!) – werden hier vor allem fein nuancierte Zwischentöne verlangt, wobei die größte Herausforderung sicher die glaubwürdige sängerische Darstellung des Schlafwandelns, bzw. das im Schlafe „Sprechen“, ist. Hinter der ländlich-pastoralen Idylle werden von Anfang an menschliche Abgründe von Eifersucht sichtbar, die zusammen mit der Naivität der Dorfbewohner beinahe zur Tragödie führen, die erst im letzten Moment durch das „aufklärerische“ Eingreifen des fast prosaisch-realistisch anmutenden Rodolfo verhindert werden kann – dieses im letzten Moment erreichte lieto fine ist ein ganz typisches Element der Opera semiseria.
Während in der ebenfalls als Meisterwerk anerkannten Norma durchaus vereinzelte musikalische Schwachstellen zu finden sind, wird die Musik von La sonnambula einhellig für ihre makellose Vollkommenheit und Schönheit gerühmt. Amina und Elvino werden in ihren Arien und Duetten mit „unendlichen“ Melodien von größter Sensibilität und Feinheit und außerordentlicher Gefühlstiefe ausgestattet, und auch die Arien der Nebencharaktere Rodolfo und Lisa sind zwar formal etwas konventioneller, aber von hoher Qualität. Eine ungewöhnlich wichtige und aktive Rolle spielt der Chor.

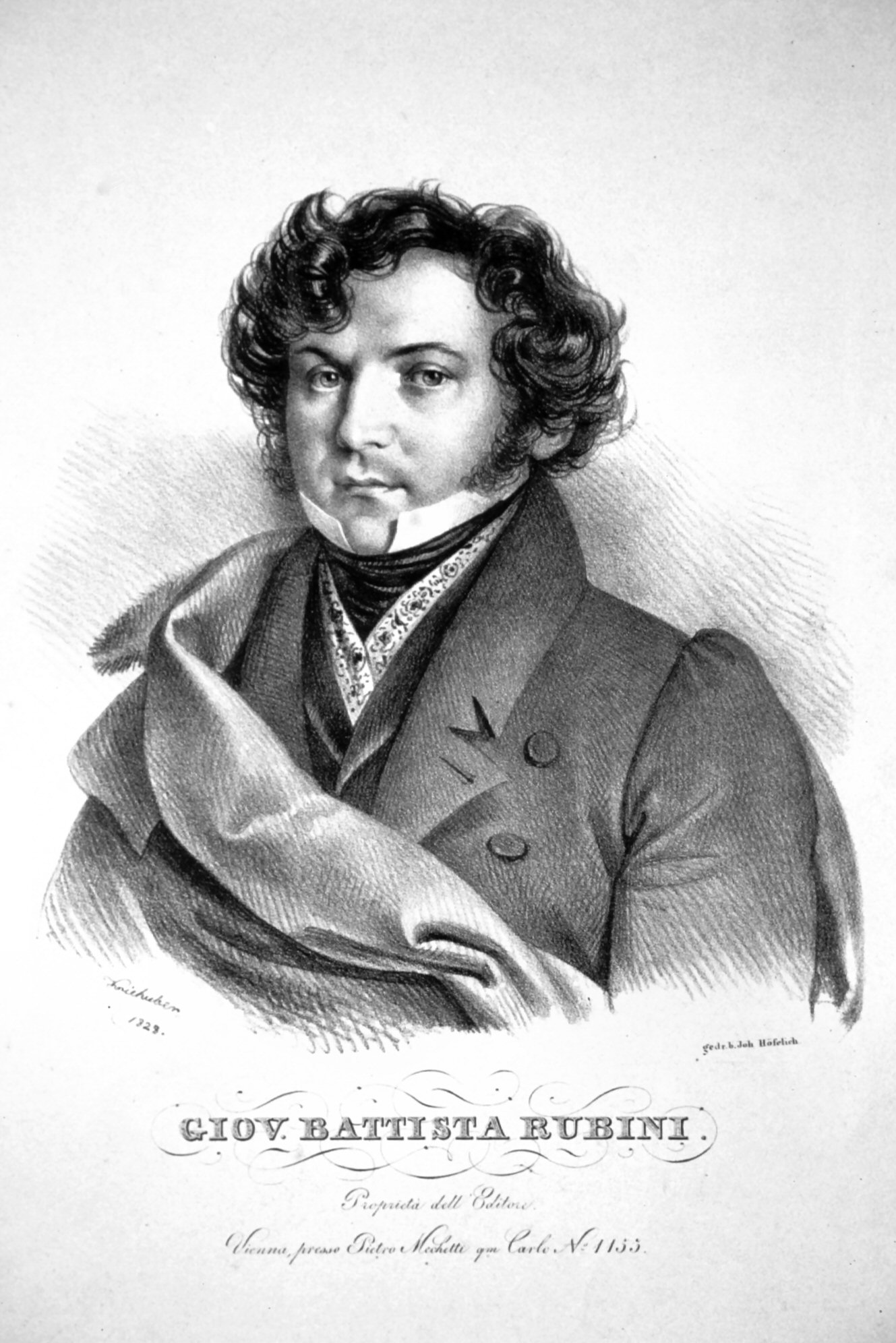
Giovanni Battista Rubini, der erste Elvino

Die typischen Formen der Belcanto-Oper werden von Bellini fantasievoll behandelt und die Grenzen zwischen Arie und Ensemble verschwimmen oft. Besonders auffällig ist dies in der für den berühmten Tenor Rubini komponierten Auftrittsarie des Elvino „Prendi: L’anel ti dono“ (andante sostenuto, 12/8, As-Dur), die sich zwischenzeitlich in völlig natürlich wirkender Weise zu einem Duett mit Chor entwickelt und von Amina durch ein kurzes leidenschaftliches Allegretto „Ah vorrei trovar parole“ im kontrastierenden f-moll unterbrochen wird, das fast wie eine Mazurka von Chopin wirkt und für die Sopranstimme ungewöhnlich tief liegt – Giuditta Pasta war ein sogenannter soprano sfogato, hatte also eine für einen Sopran füllige Tiefe. Beschlossen wird diese Nummer durch Elvinos Cabaletta „Tutto, ah! tutto in quest’istante“, wiederum mit Einwürfen von Amina und dem Chor.

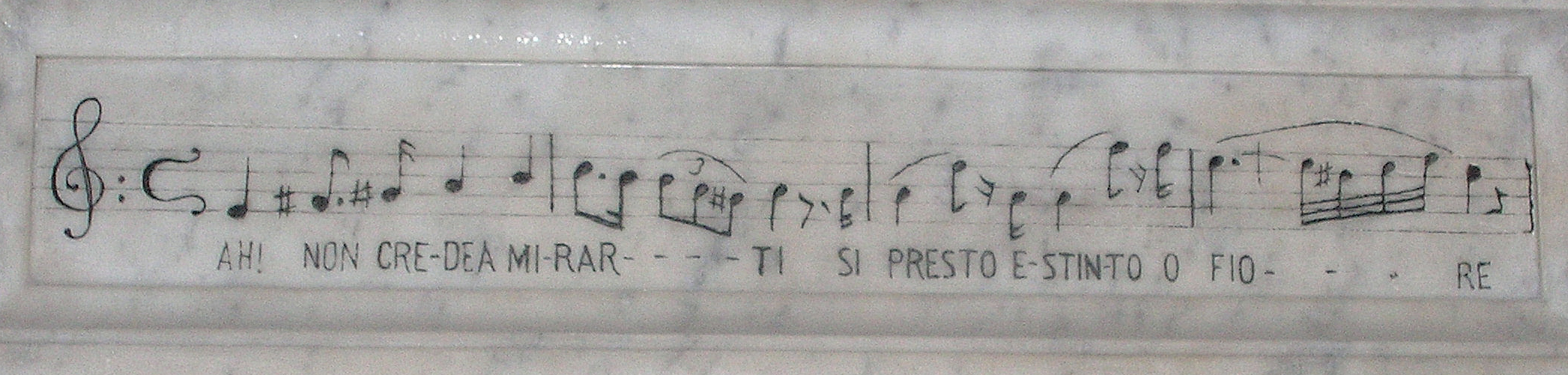
Arie Non credea mirarti eingraviert im Sarkophag Bellinis

Nicht durch Zufall das berühmteste Stück der Oper ist Aminas abschließende Nachtwandelszene („Ah! se una volta sola ...“), wo die zweiteilige Arienform („Ah! Non credea mirarti... Ah! Non giunge...“) in eine Abfolge ausdrucksvoller Ariosi eingebettet und durch ein kurzes Gebet („...Gran Dio non mirar il mio pianto“) verbunden wird. Eingeflochten werden dabei auch Erinnerungsmotive aus früheren Szenen der Oper, u. a. aus der Hochzeitsszene mit Elvinos „Prendi: L’anel...“.
Das Incipit von Noten und Text von Aminas Aria finale Ah! Non credea mirarti ist übrigens in Bellinis Sarkophag eingraviert.

## Werkgeschichte

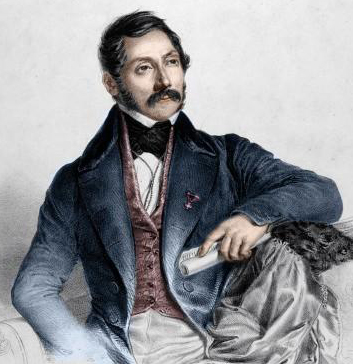
Der Librettist Felice Romani

### Vorgängerwerke
Bellinis Oper und die allgemein als Vorlage geltende Ballettpantomime von Scribe, Aumer und Hérold waren nicht die ersten und einzigen Werke, die sich musikalisch mit dem Thema des Schlafwandelns befassten. Opern namens La sonnambula hatten bereits zuvor Luigi Piccini (1797) – der Sohn des berühmteren Niccolò Piccinni – und Ferdinando Paër (1800) komponiert. Felice Romani selber hatte 1824 Libretti zu Joseph Rastrellis Oper Amina, ovvero L’innocenza perseguitata („Amina oder die verfolgte Unschuld“ (sic !)) und zu Michele Carafas Il sonnambulo verfasst. Beide Vorgänger-Libretti Romanis gehörten auch dem Semiseria-Genre an und wurden mehrfach vertont, Il sonnambulo auch von Luigi Ricci (Rom, Januar 1830) und von Carlo Valentini (Lucca, 1834). Keine dieser Opern hatte auch nur annähernd den Erfolg wie Bellinis Oper.

### Entstehung
Die Leiter des Mailänder Teatro Carcano planten in bewusster Konkurrenz zur Scala etwas ganz Besonderes und gaben daher für die Karnevalssaison 1830–1831 jeweils eine Oper bei Bellini und bei Donizetti in Auftrag, in denen die beiden bereits erwähnten Gesangsstars Giuditta Pasta und Giovanni Battista Rubini auftreten sollten. Für beide Opern schrieb Felice Romani die Libretti. Nachdem sich Bellini und Romani im Sommer 1830 zunächst auf Victor Hugos Hernani geeinigt hatten und der Komponist ohne Text bereits mit der Komposition einiger Skizzen begonnen hatte, gaben sie das Projekt im Dezember 1830 auf und wählten stattdessen das ländlich-pastorale Sujet von La Sonnambula.

Der Grund für diese Entscheidung ist nicht genau bekannt, aber anscheinend befürchtete Romani wegen des Skandal umwitterten Hernani Probleme mit der Zensur; außerdem hatte La Sonnambula den Vorteil, dass es einem anderen Operngenre – der Opera semiseria – angehörte als das von Donizetti vertonte historische Sujet der Anna Bolena, einer Opera seria mit tragisch-tödlichem Ende.
Romani nahm auf Wunsch Bellinis einige wichtige Änderungen an der Handlung der obengenannten Ballettvorlage La sonnambule von Scribe vor, z. B. verlegte er die Handlung von der Provence in die Schweiz und eliminierte die Idee, dass Rodolfo sich am Schluss als Vater von Amina erweist.
Der als langsamer und sorgfältiger Arbeiter bekannte Bellini hatte für die eigentliche Komposition nicht sonderlich viel Zeit: Erst am 2. Januar 1831 lagen ihm Romanis erste Texte vor, und da der Librettist sich mit dem zweiten Akt verspätete, musste die eigentlich auf den 20. Februar angesetzte Premiere um etwa zwei Wochen verschoben werden. Dabei konnte Bellini allerdings etwas Material aus dem Hernani-Projekt verwenden (laut Rosselli für zwei Nummern).

### Uraufführung
In der bejubelten Uraufführung am 6. März 1831 sangen Giuditta Pasta als Amina, Giovanni Battista Rubini als Elvino und Luciano Mariano als Rodolfo, sowie in den weiteren Nebenrollen Elisa Taccani (Lisa), Felicita Baillou-Hilaret (Teresa), Lorenzo Biondi (Alessio) und Antonio Crippa (Notar); die Bühnenbilder entwarf Alessandro Sanquirico. Zwischen den Akten wurde wie damals üblich ein Ballett namens I Furori dell’amore von Luigi Henry aufgeführt, mit Musik von Giacomo Panizza, Rossini und Julius Benedict.
Der russische Komponist Michail Glinka saß in der Uraufführung und berichtete in seinen Memoiren, welch „tiefen Eindruck“ die Oper machte:

„...In den wenigen Vorstellungen, bevor die Theater schlossen, sangen Pasta und Rubini mit ersichtlicher Begeisterung; im zweiten Akt weinten selbst die Sänger und trugen ihre Zuhörer mit sich, so daß während der lustigen Karnevalszeit dauernd in den Logen und auch im Parkett Tränen getrocknet werden mußten.“

### Aufführungsgeschichte

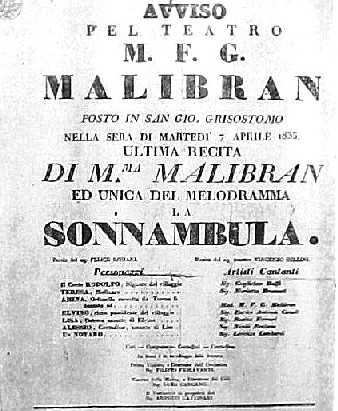
Plakat einer Aufführung mit Maria Malibran, 1835

Die Oper war einer der größten und dauerhaftesten Erfolge Bellinis und wurde schon bald darauf nicht nur in ganz Europa, sondern in der ganzen Welt aufgeführt. Schon im Jahr der Uraufführung war sie mit Pasta und Rubini in London und Paris zu sehen, wobei es die erste Bellini-Oper war, die in der französischen Hauptstadt aufgeführt wurde. Erste Aufführungen in deutscher Übersetzung gab es 1832 in Budapest und 1834 in Wien. Die erste Aufführung in Englisch war zugleich Maria Malibrans Debüt in London, am 1. Mai 1833 im Drury Lane Theatre. Die Oper wurde im 19. Jahrhundert außerdem ins Französische, Ungarische, Tschechische, Russische, Polnische, Schwedische, Dänische, Finnische und Kroatische übersetzt und aufgeführt.

Außerhalb Europas kam La sonnambula bereits 1835 nach New York und Boston, 1836 nach Philadelphia, Havanna und Mexiko-Stadt, 1838 Saint Louis, 1840 New Orleans, 1845 Sydney, 1846 Rio de Janeiro, 1850 Buenos Aires und 1851 nach San Francisco; in Chicago war La sonnambula 1850 die erste Oper, die dort überhaupt aufgeführt wurde.
Amina ist eine Paraderolle für einen lyrischen Koloratur-Sopran, ohne die stratosphärischen Höhen einer Königin der Nacht zu verlangen. Mit der Partie feierten Giuditta Pasta, Fanny Tacchinardi-Persiani, Eugenia Tadolini, und Maria Malibran Triumphe (ihre letzte Sonnambula-Aufführung war 1836 in Aachen, kurz vor ihrem Tod) und später Jenny Lind, Henriette Sontag und Adelina Patti. Andere bekannte Interpretinnen im frühen 20. Jahrhundert waren Luisa Tetrazzini, Selma Kurz, Amelita Galli-Curci, María Barrientos, Toti dal Monte und Lina Pagliughi; von den meisten dieser Sängerinnen sind nur Einzelaufnahmen der Aria finale „Ah! non credea“ bzw. „Ah! non giunge“ erhalten.

Ein gewisses Problem stellt(e) spätestens ab 1900 die adäquate Besetzung des Elvino dar, denn der berühmte Rubini war ein für die Frühromantik typischer hoher Tenor mit großer Flexibilität und Agilität, der noch Rossini singen konnte und für den Bellini hier Triller und Verzierungen schrieb. Darüber hinaus verlangt die Partie einen weichen, schwärmerischen Lyrismus und Piano- bzw. Pianissimo-Kultur, auch und gerade in den höchsten Noten - das jedoch hatten die männlichen Sänger spätestens seit dem Verismo verlernt.
Trotzdem verschwand La sonnambula auch in der ersten Hälfte des 20. Jahrhunderts nie ganz von den Bühnen, so dass bei dieser Oper im Gegensatz zu vielen vergessenen Werken derselben Epoche keine Rede von einer echten „Wiederbelebung“ während der sogenannten Belcanto-Renaissance sein kann. Dennoch war auch in diesem Fall die ungewöhnlich sensible und auf Schallplatte dokumentierte Interpretation der Amina durch Maria Callas in den 1950er Jahren von großer Bedeutung für das weitere Interesse und die spätere Aufführungspraxis der Oper. Andere bedeutende Interpretinnen der Titelrolle waren Joan Sutherland, von der mehrere Plattenaufnahmen existieren, Edita Gruberova, June Anderson, Sumi Jo, Mariella Devia und Natalie Dessay. 2008 wurde die Oper in Baden-Baden nach der neuen kritischen Ausgabe der Oper (Herausgeber Luca Zoppelli, Alessandro Roccatagliati) von Thomas Hengelbrock mit Cecilia Bartoli aufgeführt.

## Aufnahmen

### Einzelaufnahmen
Von größerem Interesse sind besonders Aufnahmen der Aria finale der Amina „Ah! non credea mirarti“ aus dem frühen 20. Jahrhundert, von oben genannten Sängerinnen wie Adelina Patti, Luisa Tetrazzini, Selma Kurz, Amelita Galli-Curci oder María Barrientos. Auch Maria Callas hat die Arie als Einzelstück aufgenommen (in: EMI Recital 1955 Bellini, Cherubini, Spontini, unter Tullio Serafin) und 1965 im französischen Fernsehen unter George Prêtre gesungen; die letztgenannte Fernsehaufnahme ist eins der wenigen erhaltenen Filmdokumente mit der Callas.

### Gesamteinspielungen (Auswahl)
Operadis listet zwischen 1949 und 2009 allein 64 Gesamteinspielungen, von denen die meisten Liveaufnahmen sind.
- Franco Capuana, Coro e Orchestra Sinfonica Nazionale della RAI Torino, Fonit Cetra 1952, mit Lina Pagliughi, Ferruccio Tagliavini, Cesare Siepi, Wanda Ruggeri, Anna Maria Anelli
- Leonard Bernstein, Orchestre et chœur du Teatro alla Scala, Opera d’Oro/Myto 1955, mit Maria Callas, Cesare Valletti, Giuseppe Modesti, Eugenia Ratti, Gabriella Carturan, Pier Luigi Latinucci, Giuseppe Nessi (die legendäre Inszenierung von Luchino Visconti vom März/April 1955, Premiere 5. März)
- Antonino Votto, EMI 1957, Coro e Orchestra Teatro alla Scala, mit Maria Callas, Nicola Monti, Nicola Zaccaria, Eugenia Ratti, Fiorenza Cossotto (Scala März 1957, es gibt auch Live-Aufnahmen aus Köln 4. Juli 1957 und Edinburgh 1957, unter Votto)
- Richard Bonynge, Coro et orchestra Maggio Musicale Fiorentino, Decca 1962, mit  Joan Sutherland, Nicola Monti, Fernando Corena, Sylvia Stahlman, Margreta Elkins
- Richard Bonynge, National Philharmonic Orchestra London, Decca 1980, mit Joan Sutherland, Luciano Pavarotti, Nikolaj Gjaurow, Isobel Buchanan, Della Jones
- Marcello Viotti, Münchner Rundfunkorchester, Chor des Bayerischen Rundfunks, Nightingale 1998 mit Edita Gruberová, Bros, Scandiuzzi, Kotoski
- Gabriele Bellini, Orchestra of Eastern Netherlands, Koor van de Nationale Reisopera, Arts 1999 mit Eva Lind, William Mateuzzi, Petteri Salomaa, Sonia Ganassi
- Evelino Pidò, Orchestre et Choeurs de l’Opera de Lyon, Virgin Classics 2007, mit Natalie Dessay, Francesco Meli, Carlo Colombara, Sara Mingardo, Jael Azzaretti
- Alessandro De Marchi, Orchestra La Scintilla, Decca 2008, mit Cecilia Bartoli, Juan Diego Flórez, Ildebrando D’Arcangelo, Gemma Bertagnolli, Liliana Nikiteanu
- Evelino Pidò, The Metropolitan Opera Orchestra, Chorus and Ballet, Decca 2009, mit Natalie Dessay, Juan Diego Flórez, Michele Pertusi, Jennifer Black, (DVD)